# 't Huys Grol
 't Huys Grol is een voormalige buitenplaats in Renesse in de Nederlandse provincie Zeeland.
Grol (betekent groen) is een van de typische buitenplaatsen die vroeger veelvuldig werden aangetroffen langs de binnenduinrand van Holland en Zeeland. Ze werden meestal alleen in de winter bewoond door kooplieden in goeden doen, die veelal hun geld verdienden met handel in koloniale waren.
De oorsprong van de buitenplaats Grol gaat zeker terug tot 1599. Als bewoner van deze buitenplaats werd toen genoemd een Jan Leendertszoon. In 1676 heette het huis 'het hof van de Heer Gerrit Couwenburgh', een telg uit een rijk Zierikzees geslacht.
't Huys Grol is een van de weinige buitenplaatsen die nog particulier bewoond zijn.
Daarnaast wordt het huis geëxploiteerd als pension.
't Huys Grol is een rijksmonument.